# Siemensia pendula
Siemensia pendula är en måreväxtart som först beskrevs av Charles Wright och August Heinrich Rudolf Grisebach, och fick sitt nu gällande namn av Ignatz Urban. Siemensia pendula ingår i släktet Siemensia och familjen måreväxter. Inga underarter finns listade i Catalogue of Life.